# Alpaida
Alpaida là một chi nhện trong họ Araneidae.